# Carlos García
Carlos García (nascido em 18 de setembro de 1964) é um ex-ciclista uruguaio. Representou Uruguai durante os Jogos Olímpicos de 1984, nas provas de perseguição individual e corrida por pontos.